# 塞亚克
塞亚克（法語：Seilhac，發音：[sɛjak]），法国中南部市镇，位于新阿基坦大区科雷兹省，隶属于蒂勒区，其市镇面积为25.75平方公里，2022年1月1日时人口数量为1,814人，在法国市镇中排名第5,936位（2022年）。
塞亚克位于科雷兹省中北部，莫内迪耶尔高原南侧，塞罗讷河发源于其境内，是一个区域性的中心城市，三个方向的干线公路在此交汇。

## 地名来源
根据塞亚克官方网站的论述，“Seilhac”一名来源于人名“Salins”，后者可能为当地历史上的一名领主。
塞亚克所处区域历史上曾通行奥克语利穆赞方言，“Seilhac”在奥克语维基百科（2025年8月版本）及同语言的Openstreetmap中对应的拼写为“Selhac”。

## 历史
塞亚克的早期历史尚不清楚。根据当地官方网站的论述，塞亚克境内曾发现高卢-罗马时期的人类活动遗迹，当地最初的记载出现于公元六世纪或更早，至七世纪时塞亚克已形成聚落。宗教战争期间，塞亚克城堡被烧毁，后恢复重建。1784年，由安·罗伯特·雅克·杜阁规划建设的连接巴黎和法国中部地区的道路从塞亚克通过，塞亚克逐渐发展成为这一地区的一个商业集贸中心。法国大革命后，塞亚克成为科雷兹省的一个市镇，并自1793年起成为同名县的县治。二十世纪初建成的科雷兹省地方铁路网将塞亚克设为一处铁路枢纽，后该系统逐步被废弃。第二次世界大战期间，塞亚克境内出现抵抗运动组织，其中七位成员于1944年6月9日被纳粹德军枪杀。

## 地理

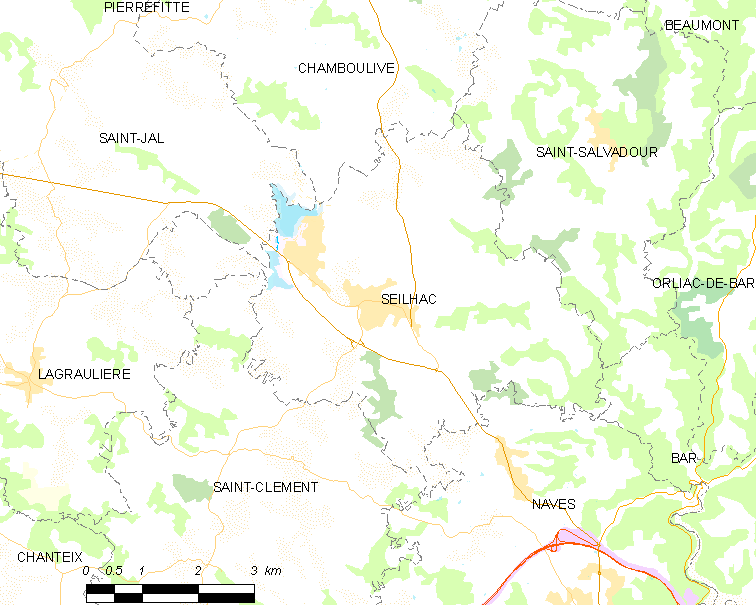
塞亚克市镇范围地图

塞亚克位于法国中南部，新阿基坦大区东北部和科雷兹省中北部，距离省会蒂勒大约15公里。与塞亚克接壤的市镇包括：巴尔、尚布利沃、拉格罗利耶尔、纳沃、圣克莱芒、圣雅勒、圣萨尔瓦杜。

### 地形
塞亚克位于法国中央高原西部，莫内迪耶尔高原和蒂勒地区之间的过渡地带，境内以丘陵为主，市镇中心位于一处小丘四周，全境海拔在317到547米之间。

### 水文
塞罗讷河发源于塞亚克市镇范围内并向南流出市境；布雷祖河则发源于市镇北侧并向西流出市境，后者上建有两处人工水坝并形成新湖（Étang Neuf）和布尔纳泽勒（Lac de Bournazel）两个水库。

### 植被
塞亚克属于温带阔叶混交林区，林地广泛分布于河流附近及坡地地带，市镇范围东南部为尚佩伊树林（Bois de Champeil），此外塞亚克城堡附近亦有大片林地分布。
在鲜花城市的评比中，塞亚克被评为1星级鲜花城市。

### 自然灾害
塞亚克的地震危险度等级为1级，属于极低危险；氡辐射等级为2级，属于中等危险。1982至2025年7月间，塞亚克境内共发生9次有记录的自然灾害，其中5次洪涝，2次暴风雨。

### 气候
塞亚克在柯本气候分类法中属于温带海洋性气候（Cfb）。

## 行政区划
塞亚克的市镇编号为19255，邮政编号为19700。
在行政管理方面，塞亚克隶属于法国新阿基坦大区科雷兹省蒂勒区；在地方选举方面，塞亚克是塞亚克莫内迪耶尔县的中央投票站所在地，其市镇范围全境被划入科雷兹省第一选区；在社会管理方面，塞亚克是蒂勒城市圈公共社区的组成部分。
截至2025年8月，塞亚克市镇范围内暂无任何安全优先街区及城市政策优先街区。
法国国家统计与经济研究所（简称“INSEE”）在进行数据统计时，未将塞亚克划入任何城市核心区（Unité urbaine），将包括塞亚克在内的周边共43个市镇划入蒂勒城市辐射区。此外，INSEE还将塞亚克市镇整体看作一个“块区”（IRIS），以便于统计人口分布情况。

## 交通

### 公路
科雷兹省省道D23E1线、D44线、D940线和D1120线在塞亚克境内交汇。新阿基坦大区下属的科雷兹省城际客运272线经停塞亚克，可通往蒂勒、利摩日、于泽什、尚伯雷、特雷尼亚克等地。
2022年，72.0%的塞亚克家庭拥有至少一辆私人汽车。2021年，塞亚克境内共发生各类交通事故1起，造成1人重伤。

### 铁路
塞亚克是科雷兹省地方铁路网的一个枢纽，该铁路系统已于二十世纪70年代废弃。
距离塞亚克最近的运营中的客运铁路车站为17公里外的于泽什站，该站停靠往返于巴黎和图卢兹之间的城际列车，以及往返于利摩日和布里夫拉盖亚尔德一线的区域列车。

### 航空
塞亚克距离布里夫-苏亚克机场的高速公路里程大约58公里。

### 城市公共交通
截至2025年8月，塞亚克暂无城市公共交通系统。

## 政治

### 市政内阁
塞亚克的现任市长为西蒙娜·克鲁泽特女士（Simone CROUZETTE），她的党籍不详，自2024年11月起担任市长职务；其前任为马克·热罗迪先生（Marc GÉRAUDIE），他是一名左翼无党派人士，在2020年的市政选举中获得了51.08%的支持率，他于2024年8月在任期内逝世。
| 塞亚克历届市长  | 塞亚克历届市长                      | 塞亚克历届市长               |
| 任期            | 市长                                | 党派                         |
| --------------- | ----------------------------------- | ---------------------------- |
| 1935年－1982年  | Jean VINATIER 让·维纳捷             | SFIO工人国际法国支部 →無黨籍 |
| 1982年－1995年  | Pierre VINATIER 皮埃尔·维纳捷       | 不详                         |
| 1995年－2008年  | Roger BROUSSE 罗歇·布鲁斯           | DVD右翼无党派人士            |
| 2008年3月－10月 | Pierre TRESMONTAN 皮埃尔·特雷斯蒙唐 | DVG左翼无党派人士            |
| 2008年－2024年  | Marc GÉRAUDIE 马克·热罗迪           | DVG左翼无党派人士            |
| 2024年－        | Simone CROUZETTE 西蒙娜·克鲁泽特    | 不详                         |

### 各级选举
| 塞亚克历届投票选举结果 | 塞亚克历届投票选举结果 | 塞亚克历届投票选举结果 | 塞亚克历届投票选举结果 | 塞亚克历届投票选举结果   | 塞亚克历届投票选举结果 | 塞亚克历届投票选举结果 | 塞亚克历届投票选举结果   | 塞亚克历届投票选举结果 | 塞亚克历届投票选举结果 |
| 选举项目               | 选举范围               | 选区单位               | 选区单位内的选举结果   | 选区单位内的选举结果     | 选区单位内的选举结果   | 选区单位内的选举结果   | 选区单位内的选举结果     | 选区单位内的选举结果   | 参考资料               |
| 选举项目               | 选举范围               | 选区单位               | 第一轮胜出者           | 第一轮胜出者             | 支持率                 | 第二轮胜出者           | 第二轮胜出者             | 支持率                 | 参考资料               |
| ---------------------- | ---------------------- | ---------------------- | ---------------------- | ------------------------ | ---------------------- | ---------------------- | ------------------------ | ---------------------- | ---------------------- |
| 2017年法國總統選舉     | 法國                   | 市镇                   |                        | 埃马纽埃尔·马克龙        | 28.2%                  |                        | 埃马纽埃尔·马克龙        | 74.3%                  | [ 23 ]                 |
| 2017年法国立法选举     | 科雷兹省第一选区       | 市镇                   |                        | 克里斯托夫·热雷蒂        | 33.33%                 |                        | 克里斯托夫·热雷蒂        | 57.77%                 | [ 24 ]                 |
| 2019年欧洲议会选举     | 法國                   | 市镇                   |                        | 纳塔莉·卢瓦索            | 20.1%                  | （不适用）             | （不适用）               | （不适用）             | [ 25 ]                 |
| 2021年法国省级选举     | 科雷兹省               | 县                     |                        | 让-雅克·洛加 埃莱娜·罗姆 | 43.64%                 |                        | 让-雅克·洛加 埃莱娜·罗姆 | 52.65%                 | [ 26 ] [ 27 ]          |
| 2021年法国省级选举     | 科雷兹省               | 市镇                   |                        | 让-雅克·洛加 埃莱娜·罗姆 | 35.47%                 |                        | 让-雅克·洛加 埃莱娜·罗姆 | 52.02%                 | [ 26 ] [ 27 ]          |
| 2021年法国大区选举     |                        | 市镇                   |                        | 阿兰·鲁塞                | 28.41%                 |                        | 阿兰·鲁塞                | 33.47%                 | [ 28 ]                 |
| 2022年法国总统选举     | 法國                   | 市镇                   |                        | 埃马纽埃尔·马克龙        | 25.21%                 |                        | 埃马纽埃尔·马克龙        | 59.64%                 | [ 29 ]                 |
| 2022年法国立法选举     | 科雷兹省第一选区       | 市镇                   |                        | 桑德里娜·德沃            | 24.2%                  |                        | 弗朗西斯·迪布瓦          | 59.81%                 | [ 30 ]                 |
| 2024年欧洲议会选举     | 法國                   | 市镇                   |                        | 若尔丹·巴尔代拉          | 28.99%                 | （不适用）             | （不适用）               | （不适用）             | [ 20 ]                 |
| 2024年法国立法选举     | 科雷兹省第一选区       | 市镇                   |                        | 弗朗索瓦·奥朗德          | 34.37%                 |                        | 弗朗索瓦·奥朗德          | 42.86%                 | [ 31 ]                 |

## 人口
2022年，塞亚克市镇人口数量为1,814，在法国排名第5,936位。其中男性847人，女性950人，75岁及以上人口占14.2%，外籍人口数量为44人，人口密度为70人/平方公里，当地居民被称为（男性）或（女性）。2015至2021年间，塞亚克的人口增长率为0.9%。2022年，塞亚克境内出生5人，死亡人口40人。
| 塞亚克1901年－2022年人口变化情况 |
|                                  |
| 数据来源：Cassini、INSEE         |

## 经济
塞亚克是一个区域性的中心城市。INSEE于2020年塞亚克将划入蒂勒就业区（Zone d'emploi de Tulle），并又于2022年将其划入塞亚克生活区（Bassin de vie de Seilhac）。截至2023年底，塞亚克市镇范围内共有活跃企业77家，其中14.3%的员工总数在9人及以下；按照产业分类，当地一、二、三产业占比分别为6.5%、14.3%和79.2%。（农具批发）、（会计）及（发电）是当地2023年已公布营业额最高的三个企业，分别为9,550,763欧元、379,556欧元和198,475欧元。

## 财政与居民收入
2023年，塞亚克的财政收入总额为2,094,160欧元，财政支出总额为1,755,690欧元，当年的债务总额为2,185,710欧元。2023年，塞亚克市镇通过增值税获得22,660欧元的收入，此外当地还共获得了35,030欧元的国家直接财政补助。
| 塞亚克居民收入情况                                                                               | 塞亚克居民收入情况  | 塞亚克居民收入情况  | 塞亚克居民收入情况  |
| 内容                                                                                             | 塞亚克              | 科雷兹省            | 法國                |
| ------------------------------------------------------------------------------------------------ | ------------------- | ------------------- | ------------------- |
| 居民平均时薪                                                                                     | 不详                | 14.3欧元（2022年）  | 17欧元（2022年）    |
| 高级职员人均时薪                                                                                 | 不详                | 24.4欧元（2022年）  | 29.1欧元（2022年）  |
| 中级职员人均时薪                                                                                 | 不详                | 15.6欧元（2022年）  | 16.6欧元（2022年）  |
| 普通职员人均时薪                                                                                 | 不详                | 11.5欧元（2022年）  | 12.1欧元（2022年）  |
| 工人人均时薪                                                                                     | 不详                | 11.9欧元（2022年）  | 12.5欧元（2022年）  |
| 贫困率                                                                                           | 不详                | 13.7%（2021年）     | 14.5%（2021年）     |
| 青壮年（15至64岁）失业率                                                                         | 6.7%（2022年）      | 9.8%（2021年）      | 10.4%（2021年）     |
| 家庭总数                                                                                         | 838（2023年）       | 390（2022年）       | 1,160（2022年）     |
| 征税家庭数量占比                                                                                 | 48.2%（2023年）     | 48.7%（2022年）     | 44.8%（2022年）     |
| 家庭年均纳税                                                                                     | 2,221欧元（2024年） | 2,269欧元（2022年） | 4,481欧元（2022年） |
| *注：INSEE未公布2,000人口以下市镇的部分经济数据 资料来源：INSEE、L'Internaute、Le Journal du Net |                     |                     |                     |

## 社会事务

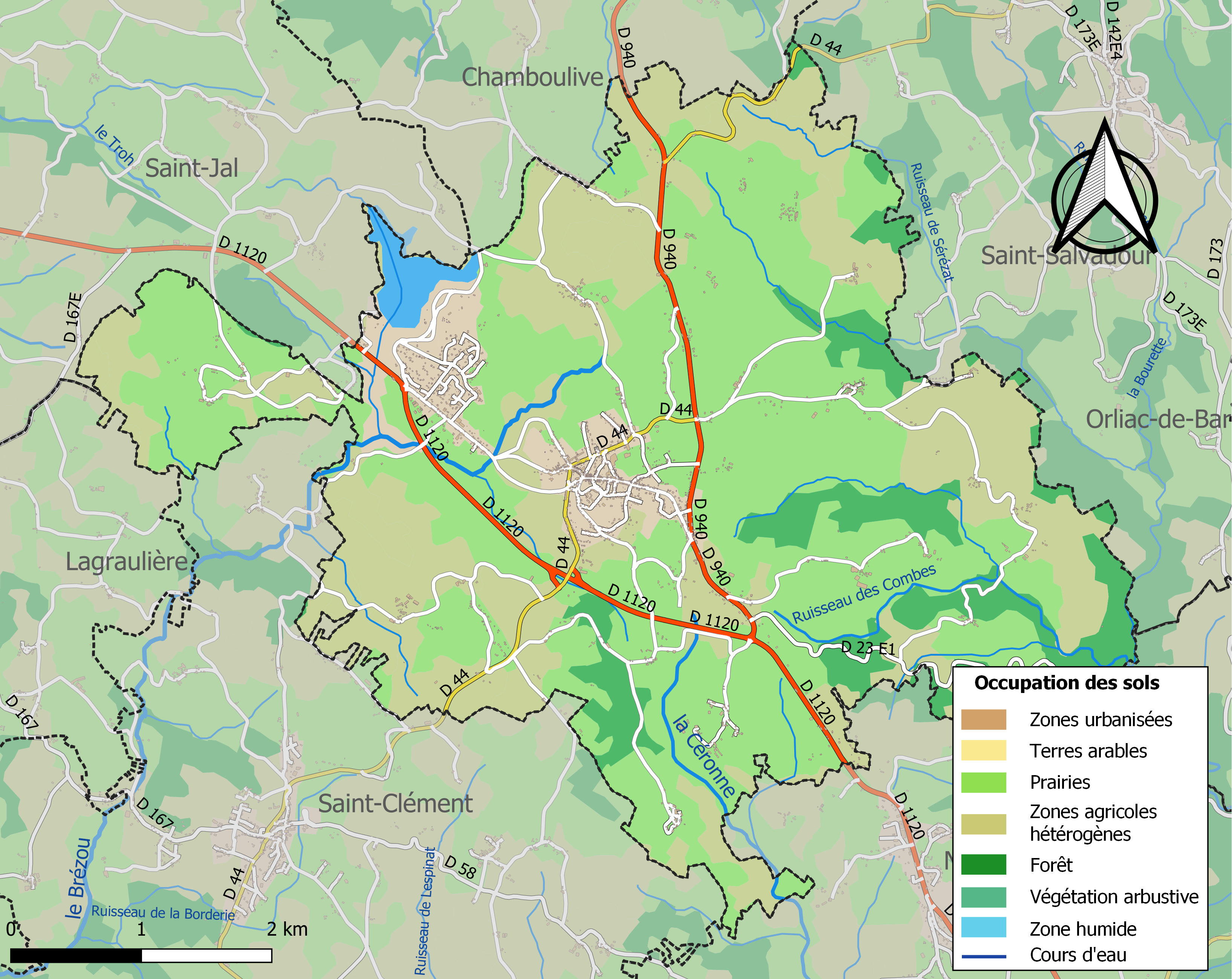
塞亚克土地利用情况地图

### 教育
塞亚克属于利摩日学区。截至2024年1月1日，塞亚克境内共有1所小学和1所初级中学。2022至2023学年度，塞亚克境内共有在校中等教育阶段学生361名。

### 医疗
截至2023年1月1日，塞亚克境内共有全科医生6名、保健师6名、牙医1名、护士3名、药房1家、养老院1家。
距离塞亚克最近的区域性医疗机构为科雷兹之心中心医院，其主病区医院位于蒂勒市区北侧，距离塞亚克市区的正常车程大约16分钟，该院设有床位379个，是蒂勒区内规模最大的公立综合性医院。

### 住房
2022年，塞亚克境内共有各类住房1,069套，其中91.7%为独立式住宅，7.9%为集中式住宅。常住房屋占塞亚克市镇范围内居民建筑总量的78.5%。2024年，塞亚克的居住税率为10.97%，不动产税率为40.79%（其中空置土地的不动产税率为84.68%）。
在住房保障政策方面，2023年，塞亚克境内共有245户家庭获得了家庭津贴补助，受益人数占总人口数量的13.5%，其中80份为房租补助。

### 商业
2021年，塞亚克境内共有各类实体商铺45家，其中餐厅3家、大型超市2家、杂货店0家、面包房5家、肉铺3家、书店1家、美容美发店3家、汽车维修店6家。塞亚克镇中心建有一家Super U和Gamm Vert超市。

### 体育
2024年，塞亚克境内共有1间体育馆、1座综合体育场、1处网球场以及2处足球或橄榄球场。
塞亚克体育会（AS Seilhac）是塞亚克的一家橄榄球俱乐部，其主队2025至2026赛季参加法国区域橄榄球乙联赛（法国第九级别），其主场为克洛德·苏拉吕球场（Stade Claude Soularue）。
截至2025年8月，塞亚克足球体育会（AS Seilhac Foot，编号520024）是塞亚克境内唯一的一家注册足球俱乐部，该俱乐部成立于1946年，其主队2025至2026赛季参加科雷兹省足球联赛乙组（法国第十级别），其主场为市政球场（Stade Municipal）。

### 环境
塞亚克的环境事务由其所属的蒂勒城市圈公共社区联合各级政府协调负责。2021年，塞亚克境内暂无污染企业。

### 治安
2021年，塞亚克市镇范围内共有1处宪兵队。
2024年，塞亚克市镇范围内累计记录各类案件38起，其中盗窃类案件7起，人身侵犯类案件6起，毒品交易类案件3起。

## 文化

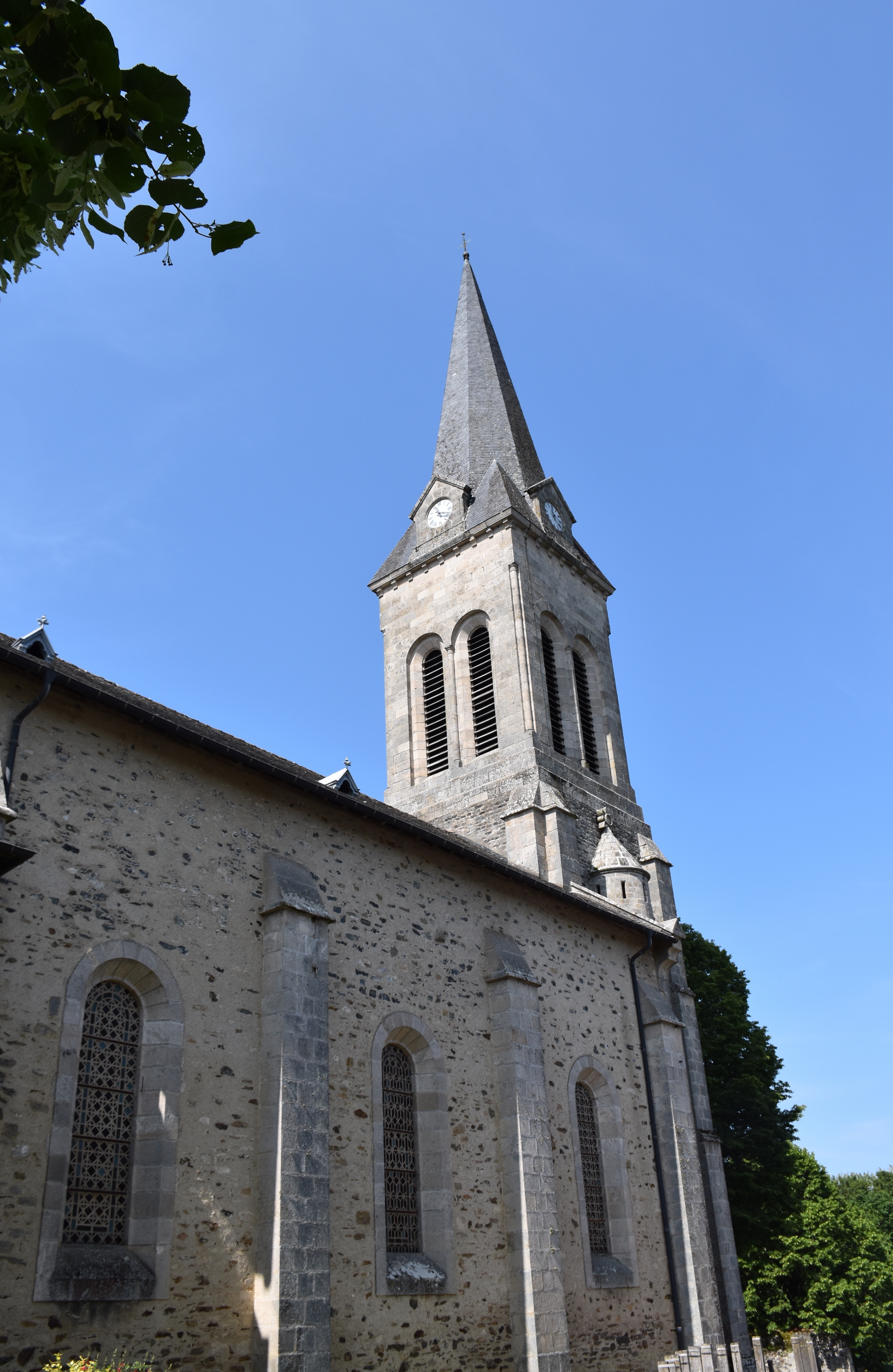
圣母教堂

2024年，塞亚克境内暂无任何文化设施。塞亚克境内建有多媒体中心（Médiathèque），每周二至六向公众开放。

### 建筑
截至2025年8月，塞亚克境内共有2处建筑被列入法国国家文物保护单位，为圣母教堂和塞亚克城堡（Château de Seilhac）。

### 旅游
塞亚克的旅游事务由其所属的蒂勒城市圈公共社区联合各级政府协调负责。2024年，塞亚克境内共有1家酒店共计16间房间；另有1个露营地，可容纳共120辆露营车。

### 媒体
法国主要的媒体均可在塞亚克接收，法国电视三台下属的新阿基坦大区频道在部分时段播出塞亚克所在科雷兹省的地方新闻。Ici利穆赞、Totem广播、《山地报》等为当地主要的地方性媒体。

## 友好城市
截至2025年8月，塞亚克共与一座城市建立了友好城市关系：
- 德国 希尔波尔特施泰因